# Ротер, Михаэль
Михаэль Ротер (род. 2 сентября, 1950, Гамбург) — немецкий экспериментальный краутрок-музыкант и композитор.

## Образование
Ротер учился в Мюнхене, Уилмслоу (Англия), Карачи и Дюссельдорфе. С 1965 играл в группе Spirits of Sound, члены которой впоследствии вошли в Kraftwerk и Wunderbar.

## Музыкальная карьера
Ротер — мультиинструменталист (изначально гитарист и клавишник), наиболее известный как сооснователь и участник немецких групп Neu! и Harmonia, а также автор сольных работ (начиная с 1977 года). Ротер и Дингер (коллега Ротера по Neu!) короткое время были участниками группы Kraftwerk (1971); единственная запись группы в этом составе была сделана для телепрограммы Beat Club.
Начиная с конца 1970-х, Ротер начинает выпускать альбомы под собственным именем: Flammende Herzen (1977), Sterntaler (1978), и Katzenmusik (1979); в записи всех альбомов принимал участие барабанщик группы Can Яки Либецайт. В 1980-е годы Ротером были записаны Fernwarme (1982), Lust (1983), Süssherz und Tiefenschaerfe (1985) и Traumreisen (1987). В конце 1990-х Ротер получил права на эти записи и переиздал их на CD, дополнив бонусными треками, преимущественно в виде ремиксов оригинальных композиций. Помимо этого, была издана компиляция из лучших песен, Radio и новый альбом Esperanza (1996)
1 июля 2007 года Михаэль Ротер участвовал в джем-сессии с Red Hot Chili Peppers в финале их концерта в Гамбурге. Совместное выступление продолжалось на протяжении 25 минут для 35-тысячной аудитории..

## Дискография
- Flammende Herzen (1977)
- Sterntaler (1978)
- Katzenmusik (1979)
- Fernwaerme (1982)
- Lust (1983)
- Suessherz und Tiefenschaerfe (1985)
- Traumreisen (1987)
- Radio: Musik von Michael Rother — синглы, 1977—1993 (1993)
- Esperanza (1996)
- Remember (The Great Adventure) (2004)

### с Neu!
- Neu! (1972)
- Neu! 2 (1973)
- Neu! '75 (1975)
- Neu! 4 (1995)
- Neu! '72 Live In Dusseldorf (1996)

### с Harmonia
- Musik Von Harmonia (1974)
- Deluxe (1975)
- Tracks & Traces / Harmonia 76 (1997)
- Live 1974 (2007)